# 김영규 (축구 선수)
김영규(1995년 1월 4일 ~ )는 대한민국의 축구 선수로 현재 K3리그 대전 코레일에서 공격형 미드필더로 활동하고 있으며 2013년 8월 19일 스페인 라리가 1군 무대 데뷔전을 치렀다.

## 수상

### 클럽
시흥시민축구단
- K4리그 : 준우승 (2021)